# Klaus Urbanczyk
Klaus Urbanczyk (Halle, 4 juni 1940) is een voormalig Oost-Duits voetballer, die speelde voor Chemie Halle en Hallescher FC Chemie. Hij werd in 1964 uitgeroepen tot Oost-Duits voetballer van het jaar, en was na zijn actieve loopbaan werkzaam als trainer-coach.

## Interlandcarrière
De verdediger, bijgenaamd Banne, speelde in totaal 34 officiële interlands voor het voetbalelftal van de Duitse Democratische Republiek in de periode 1961–1969. Urbanczyk maakte deel uit van het Duits eenheidsteam op de Olympische Zomerspelen 1964, waar de ploeg de bronzen medaille won.

## Erelijst

### Als speler
Hallescher FC Chemie
- Oost-Duitse beker

1962
- Oost-Duits voetballer van het jaar

1964

### Als trainer-coach
1. FC Magdeburg
- Oost-Duitse beker

1978, 1979